# Делоуч, Дэррил
Дэррил Делоуч (англ. Darryl DeLoach, имя при рождении Дэррил Джеймс Делоуч англ. Darryl James DeLoach; 12 сентября 1947, Санта-Барбара, Калифорния, США — 3 октября 2002 Сан-Диего, Калифорния, США) — американский певец, автор песен, известный в первую очередь как вокалист оригинального состава группы Iron Butterfly.

## Биография
В 1966 году стал участником группы Iron Butterfly, которая репетировала в гараже его родителей. В первоначальном составе группы Делоуч участвовал в записи альбома Heavy, для которого написал несколько песен. В 1967 году, незадолго до выхода альбома, Дэррил покинул Iron Butterfly вместе с Джерри Пенродом и Дэнни Вейсом. В 1968 году он выступал вместе с группой Two Guitars, Piano, Drum and Darryl, которая включала в себя Крэйга Таруотера, Рона Вудса, Дона Маккалистера и Джона Дэя. Этим коллективом было записано два сингла. В 1970 году вместе с Пенродом Делоуч присоединился к группе Эрика Бранна Flintwhistle. Коллектив просуществовал менее года и не оставил после себя записей.
В 2001 году Дэррил выпустил сольный альбом Through the Hands of Time. Скончался в 2002 году в доме своей матери, после долгой борьбы с раком печени.

## Дискография

### Iron Butterfly
- Heavy (1968)
- Evolution: The Best of Iron Butterfly[англ.] (1970)
- Star Collection[англ.] (1973)
- Rare Flight[англ.] (1988)
- Light & Heavy: The Best of Iron Butterfly[англ.] (1993)

### Two Guitars, Piano, Drum and Darryl
- «He’s My Best Friend» / «Spaceman Blues» (1968)

### Сольная дискография
- Through the Hands of Time (2001) − совместно с Дугом Инглом младшим — сыном лидера Iron Butterfly Дуга Ингла